# Aeroportul Veneția „Marco Polo”
Aeroportul Veneția „Marco Polo” (IATA: VCE, ICAO: LIPZ) este un aeroport din Tessera, Venice⁠(d), Veneția, Metropolitan City of Venice⁠(d), Veneto, Italia ce deservește zona Veneția. Aeroportul a fost tranzitat în 2022 de 9.319.156 de pasageri. A fost deschis în 1960 și numit după Marco Polo.
Situat la o altitudine de 2 m, aeroportul dispune de 2 piste. Este operat de Q3959344⁠(d).

## Infrastructură

### Piste
Aeroportul dispune de 2 piste. Pista 04L/22R are suprafața de asfalt și dimensiunile 3.300 m × . Pista 04R/22L are suprafața de asfalt și dimensiunile 3.300 m × . 